# Vladimir Melanin
Vladimir Michailovitj Melanin (ryska: Владимир Михайович Меланьин), född 1 december 1933, död 10 augusti 1994, var en sovjetisk skidskytt. 
Melanin blev olympisk mästare på 20 km i Innsbruck 1964. Han vann före landsmannen Aleksandr Privalov och norrmannen Olav Jordet.
Vladimir Melanin tog också tre VM-titlar på 20 km: 1959, 1962 och 1963 samt erövrade i stafett en (inofficiell) guldmedalj respektive år och en silvermedalj 1965.